# Giuseppe Ganduscio
Giuseppe Ganduscio (Ribera, 6 gennaio 1925 – Firenze, 7 settembre 1963) è stato un poeta italiano.

## Biografia
Figlio di contadini e a sua volta destinato a diventare agricoltore, riesce ad evitare il duro lavoro dei campi perché la sua costituzione fisica non glielo permette. Tuttavia la precarietà delle sue condizioni di salute lo portano a rischiare la vita fin dalla tenera età: sopravvive solo perché la madre lo porta presso alcuni specialisti a Palermo, ma fu spesso costretto ad interrompere i suoi studi. Frequenta la scuola media presso i Salesiani di Palermo e nel 1946 intraprende la lotta politica e diventa protagonista nell'occupazione delle terre.
Giuseppe Ganduscio è stato un uomo colto, un intellettuale autodidatta che formulò una severa condanna del fascismo, della guerra, della violenza e della ingiustizia sociale. Fu protagonista negli anni 1945-1946 delle occupazioni contadine delle terre, rinunciando a una carriera politica sicura. Nel 1947 si trasferì a Firenze per continuare gli studi e ampliare i suoi orizzonti e gli impegni politici, pur soffrendo a causa della sua grave malattia. Nel 1957 avvia una piccola bottega artigiana, ma per seguire i suoi ideali si trasferisce a Partinico presso la comunità di Danilo Dolci.
L'anno dopo si ritrova a Palermo e nel 1962 ritorna a Firenze per la fondazione della Consulta Italiana per la Pace. Tornato a nel capoluogo siculo, continuò la sua lotta per la pace e il riscatto del Meridione e della sua Sicilia sempre trascurata da vari organi di governo.
Con la sua bella voce incide su dischi e diffonde i canti popolari siciliani. Nel 1962 ritornò a Firenze dove entrò a far parte del Comitato dirigente della Consulta Italiana della Pace a cui dedicò gran parte del suo tempo. Nel giugno del 1963 partecipa a Roma alla Marcia della Pace: fu uno dei suoi ultimi anni pubblici prima della prematura scomparsa. Ha scritto decine di poesie in dialetto e in lingua, con tematiche che riguardavano l'oppressione, l'aspirazione al riscatto sociale, alla libertà e soprattutto alla pace.

## Canti popolari siciliani
Partecipò alla marcia della pace nel 1963 e, prima di morire, ebbe il tempo di mettere ordine nei suoi numerosi appunti e scritti preparati in vista di una prossima pubblicazione. Si dedicò in particolare al recupero di canti popolari siciliani incidendone anche qualcuno personalmente. È conosciuta la sua Ninna nanna contru la guerra, di cui fu pure l'autore.

## Discografia
Giuseppe Ganduscio partecipò all'incisione dei seguenti dischi:
- Canzoni dal carcere 2 - Dischi del Sole, DS-47 (Caterina Bueno, Giovanna Marini Salviucci, Giuseppe Ganduscio). Li canzuni 'n sicilianu: A ttcchi, a ttcchi la campana sona, E 'nta la Vicaria.
- I canti del lavoro 2 - Serie canti politici e sociali - (Giovanna Daffini Carpi, Giuseppe Ganduscio, Sandra Mantovani). Na canzuna è 'n sicilianu: Caltanissetta fa quattru quarteri.
- I canti del lavoro 3 - Dischi del Sole, DS-29 - Serie Canti politici e sociali - (Giovanna Daffini Carpi, Caterina Bueno, Giuseppe Ganduscio, Grupo Padano di Pidena, Adelaide Bona, Giovanna Marini Salviucci). Na canzuna è 'n sicilianu: C sutta di stu 'nfernu.

## Premio Nazionale Giuseppe Ganduscio, una poesia per la pace
Ogni anno viene organizzato a Ribera il Premio nazionale di Poesia intitolato al pacifista riberese Giuseppe Ganduscio. Il concorso è diviso in due sezioni: una a tema libero ed un'altra specifica sul tema della pace. Entrambe le sezioni sono a loro volta suddivise in due: in lingua italiana ed in lingua siciliana.